# Африканска пъстра аспида на Лавъридж
Африканските пъстри аспиди на Лавъридж (Elapsoidea loveridgei) са вид влечуги от семейство Аспидови (Elapidae).
Срещат се в саваните на Източна Африка.
Таксонът е описан за пръв път от британския зоолог Хамптън Уилдман Паркър през 1949 година.